# Francesca Chiara
Francesca Chiara, all'anagrafe Francesca Chiara Casellati (Padova, 25 marzo 1972), è una cantautrice italiana.

## Biografia
Francesca Chiara all'età di 17 anni vive per un anno a San Francisco dove studia canto, chitarra e si unisce a band locali per eseguire i suoi primi concerti.
Tornata in Italia fonda i "Mystery", una band hard rock, con Simon Dredo e Mauro Lentola con i quali produce il suo primo EP di quattro brani.
A 19 anni si trasferisce a Milano dove inizia sia la sua gavetta che la carriera da professionista insieme al chitarrista rock Tancredi "Tank" Palamara.
Nel 1997 firma il suo primo contratto con la Sony Music e pubblica il suo primo singolo, L'onda, che entra in classifica in Grecia e gira nelle radio di tutta Europa. Nel 1998 esce il singolo Streghe dal quale nasce un video e consente il superamento delle selezioni per il Festival di Sanremo. Nel 1999 partecipa al Festival nella categoria "Nuove proposte" e si classifica al settimo posto con la canzone Ti amo che strano, pubblicata come singolo. Nello stesso anno esce il suo primo album Il parco dei sogni.
Negli anni successivi la sua carriera prosegue su reti televisive e radio ma, soprattutto, con concerti live tra Italia e Germania.
Nel 2003, dopo alcune esperienze nella musica elettronica, fonda con Tank Palamara The LoveCrave, una band che unisce sound diversi, rock, gothic, electropop, metal, darkwave.
L'11 marzo 2006 la band firma un contratto con la casa discografica tedesca Reporecords, specializzata in gothic metal e il primo cd dei The LoveCrave, The Angel and the Rain è uscito in tutta Europa il 30 ottobre 2006.
L'album riscuote notevole successo in Europa e porta la band a partecipare ad alcuni dei più grossi festival europei, quali il M'Era Luna di Hildesheim, l'Amphi Festival di Lipsia, il NcN e molti altri.
Nel 2010 esce il secondo album della band Soul Saliva, prodotto da Tank Palamara e da Max Cassan. Riprendono i tour e le partecipazioni ai festival fino al 2011 quando la band si ferma in seguito alla nascita di Leonardo, il figlio di Francesca Chiara e Tank Palamara.
Nel 2013 fonda la Skel Music School a Segrate, scuola di musica moderna.

## Discografia

### Album
- 1999 - Il parco dei sogni - Sony Music
- 2006 - The Angel And The Rain - RepoRecords (con The LoveCrave)
- 2010 - Soul Saliva - RepoRecords Metropolis Records (con The LoveCrave)
- 2011 - Crisalide - EP RepoRecords Metropolis Records (con The LoveCrave)

### Singoli
- 1998 L'onda - Sony Music - singolo
- 1999 Streghe - Sony Music - singolo
- 1999 Ti amo che strano - Sony Music

### Partecipazioni a compilation
- 1998 - Un disco per l'estate - L'onda
- 1998 - Sanremo Giovani 1998 - Streghe
- 1999 - Sanremo '99 - Ti amo che strano
- 2006 - Zilloscope 11/06 (Zillo mag -DE) - Little Suicide
- 2006 - Cold Hands Seduction Vol.64 (Sonic seducer mag - DE) - Vampires (The Light That We Are)
- 2006 - Loud Sounds (Rock hard mag - ITA) - Nobody
- 2006 - ClubTrax Vol. 2 Double CD (XtraX store - DE) - Little Suicide
- 2007 - Gothic Compilation (Gothic Magazine - DE) - Can You Hear Me?
- 2007 - Summer Darkness 07 (Zillo mag -DE) - Can You Hear Me?

## Videografia
- 1999 - Streghe
- 2006 - Zillo dvd "Dark Visions" - Fading Roses - colonna sonora
- 2007 - Zillo dvd "Dark Visions 2" - Can You Hear Me? live at M'Era Luna Festival
- 2007 - Zillo dvd "Dark Visions 2" - Can You Hear Me? colonna sonora menù

## Libri
- Sappy. Racconti (non) autorizzati su Kurt Cobain, prefazione, Edizioni La Gru, 2014